# Hermannia fungifer
Hermannia fungifer är en kvalsterart som beskrevs av Sandór Mahunka 1988. Hermannia fungifer ingår i släktet Hermannia och familjen Hermanniidae. Inga underarter finns listade i Catalogue of Life.